# Јунион (Небраска)
Јунион (енгл. Union) град је у америчкој савезној држави Небраска.

## Демографија
По попису из 2010. године број становника је 233, што је 27 (-10,4%) становника мање него 2000. године.
| Група             | 2000.       | 2010.       |
| Белци             | 250 (96,2%) | 218 (93,6%) |
| Афроамериканци    | 0 (0,0%)    | 0 (0,0%)    |
| Азијати           | 2 (0,8%)    | 1 (0,4%)    |
| Хиспаноамериканци | 3 (1,2%)    | 11 (4,7%)   |
| Укупно            | 260         | 233         |